# El Arenal (Ávila)
El Arenal es un municipio de España perteneciente a la provincia de Ávila, en la comunidad autónoma de Castilla y León. Tiene una población de 978 habitantes (INE 2024).

## Geografía
La localidad está situada a una altitud de 888 m sobre el nivel del mar en la vertiente sur de la sierra de Gredos, siendo uno de los pocos pueblos que tiene todo su término municipal dentro del Parque Regional de la Sierra de Gredos.[cita requerida] El municipio de El Arenal presenta una precipitación media anual de 1374 mm y una temperatura media anual de 11,50 °C. La media de temperaturas mínimas del mes más frío es de 0,20 °C, y la de temperaturas máximas del mes más cálido de 30,60 °C.

## Historia
Hacia el año 1400 en el norte de las tierras de la Villa de Arenas, nuestros antepasados fundaron la aldea de El Arenal. El título de villa fue otorgado y firmado en Sevilla por el rey Felipe V el seis de agosto de 1732, obteniendo también término y territorio (2710 ha). El padrón realizado como requisito previo a la toma de posesión del título de villa (31 de agosto de 1732) dio como resultado una población de 120 vecinos y más de 500 habitantes. Este padrón se realizó de la forma siguiente:

Y de allí se fue a la casa de Juan de Luna y su mujer Ana García quienes dijeron no tener más familia que seis hijos pequeños, y un criado llamado Manuel Cortazar que es natural de esta villa
Ayto. de El Arenal, Legajo 1, folio s/n, familia 8, 1732

La denominada rebelión de las aldeas de la tierra de Arenas, concluye con la concesión de Villa a El Hornillo en 1759 y a Guisando en 1760. La recuperación demográfica experimentada en toda la zona en la segunda mitad del siglo XVIII, hacen que El Arenal pase de 230 vecinos en 1751, según el Catastro del marqués de la Ensenada, a 1192 habitantes en 1786, según el Censo de Floridablanca. El máximo histórico de población de produjo en 1945 con 2320 habitantes. En la segunda mitad del siglo XX, la emigración que se produjo en El Arenal (Francia, Madrid, Barcelona, etc.) ha reducido el número de habitantes hasta poco más de 1000.
Dada la situación privilegiada en la que se encuentra El Arenal, cuenta con una gran variedad de flora. Entre los 650-700 metros de los parajes de Berrecoso y Puente Canto hasta los 2000-2100 de la Cabrilla, Peñita de Arenas o Mojón de las Tres Cruces, podemos encontrar vegetación propia de ríos como chopos, alisos y sauces; propia de zonas más secas, vid y olivos; más autóctona, castaños, nogales y robles; de montes y sierra, como pinos y piornos; y sobre todo árboles frutales de todo tipo, como higueras, manzanos, perales, melocotoneros, cerezos y castaños, siendo estos dos últimos las mayores fuentes de ingresos de nuestro pueblo y tomando mucha fuerza el turismo. También existen pequeñas zonas de cultivo, principalmente de verduras y legumbres, destacando de estas últimas, muy especialmente, las judías blancas de El Arenal.  A todo esto hay que añadir el trabajo de nuestros antepasados, que han ido configurando un paisaje excepcional de bancales, paredes de piedra y caminos.
A pesar de que El Arenal ha ido evolucionando con el paso de los años y las antiguas construcciones han sido sustituidas por modernos edificios, todavía se pueden encontrar rincones de calles estrechas y tortuosas, casas con balcones al aire donde el principal elemento de construcción es la madera, adornados por todo tipo de flores. Es muy de agradecer que en los últimos años, las nuevas construcciones hayan vuelto a recuperar la piedra a nivel de suelo. el ladrillo para las fachadas y la madera para puertas y ventanas. Como ejemplo de construcciones bien conservadas con el paso de los años, tenemos la iglesia de Ntra. Sra. de la Asunción, las ermitas de la Virgen de las Angustias, Virgen de los Remedios y Santísimo Cristo de la Expiración. También se pueden contabilizar hasta ocho fuentes de manantiales naturales con grandes pilones de piedra, con su aspecto original, como la fuente de la plaza, fuente abajo o fuente arriba, o con el aspecto restaurado, como la fuente de la trucha, los nogalares o la fuente del cruce.
Al estar integrado totalmente en el parque regional de la sierra de Gredos, es posible ver en las más altas cumbres de El Arenal, bellos ejemplares de cabra montés, protegidas y vigiladas desde hace muchos años. Las rutas de senderismo abiertas hasta el pico de La Cabrilla y el prado de lo alto, facilitan esta observación. La gran cantidad de arroyos y manantiales naturales y los ríos Arenal y Zarzoso, rodeando el pueblo, ofrecen la posibilidad de practicar la pesca de la trucha, o bien bañarse en uno de los muchos charcos naturales existentes.
Para las personas que el agua de los ríos les resulte muy fría, pueden disfrutar de unas vistas impresionantes desde el complejo polideportivo, donde están ubicadas las piscinas municipales, a casi 1000 m de altitud. Muy cerca de estas instalaciones, el campamento de La Mata, ubicado en el borde de uno de los mejores pinares de la zona y junto a un arroyo, acoge en los meses de verano a cientos de niños que disfrutan de unos días en plena naturaleza.
| Noroeste: Navarredonda de Gredos | Norte: Navarredonda de Gredos | Noreste: San Martín del Pimpollar y Cuevas del Valle |
| Oeste: El Hornillo               |                               | Este: Mombeltrán                                     |
| Suroeste: El Hornillo            | Sur: Arenas de San Pedro      | Sureste: Mombeltrán                                  |

## Demografía
El Arenal cuenta con una población de 978 habitantes (INE 2024).
| Gráfica de evolución demográfica de El Arenal entre 1842 y 2021 |
| |
| Población de derecho según los censos de población del INE. Población de hecho según los censos de población del INE.En estos censos se denominaba Arenal: 1842 y 1857. |

## Monumentos y lugares de interés

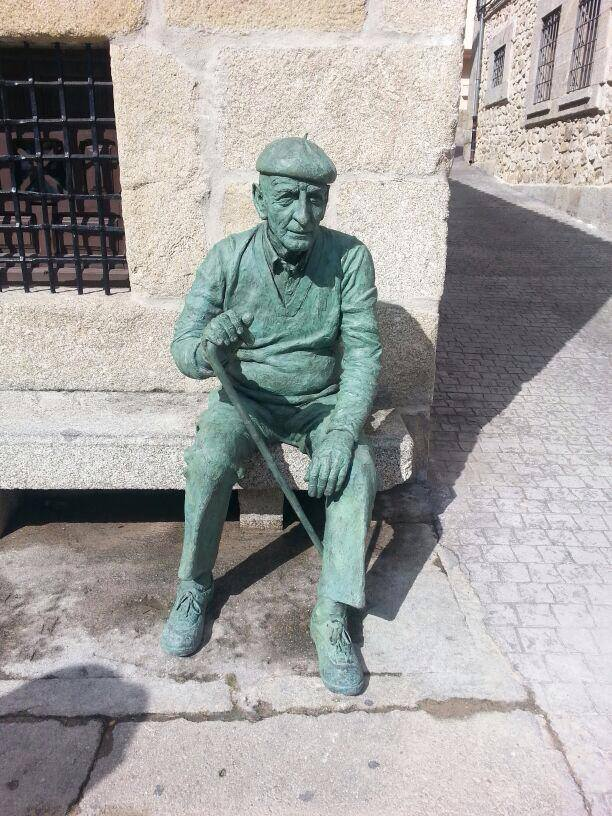
Monumento a los mayores (2014) situado en la plaza de España

- Iglesia de Nuestra Señora de la Asunción, del siglo XV.
- Ermitas de la Virgen de las Angustias, Virgen de los Remedios y Santísimo Cristo de la Expiración.
- Ocho fuentes de manantiales naturales con grandes pilones de piedra.
- Monumento a los mayores, de José María Casanova, situada en la plaza de España junto al Ayuntamiento.[8]

## Cultura

### Fiestas
- Fiestas de verano (segundo fin de semana de agosto).
- Virgen de los Remedios (segundo fin de semana de septiembre).
- Santísimo Cristo de la Expiración (segundo fin de semana de octubre).
- La Moragá (1 de noviembre).
- Las Majadas (segundo fin de semana de mayo, a veces modificable).

### Cartas de Villazgo
Cartas de villazgo de  Miguel Ángel Troitiño

## Localidades hermanadas

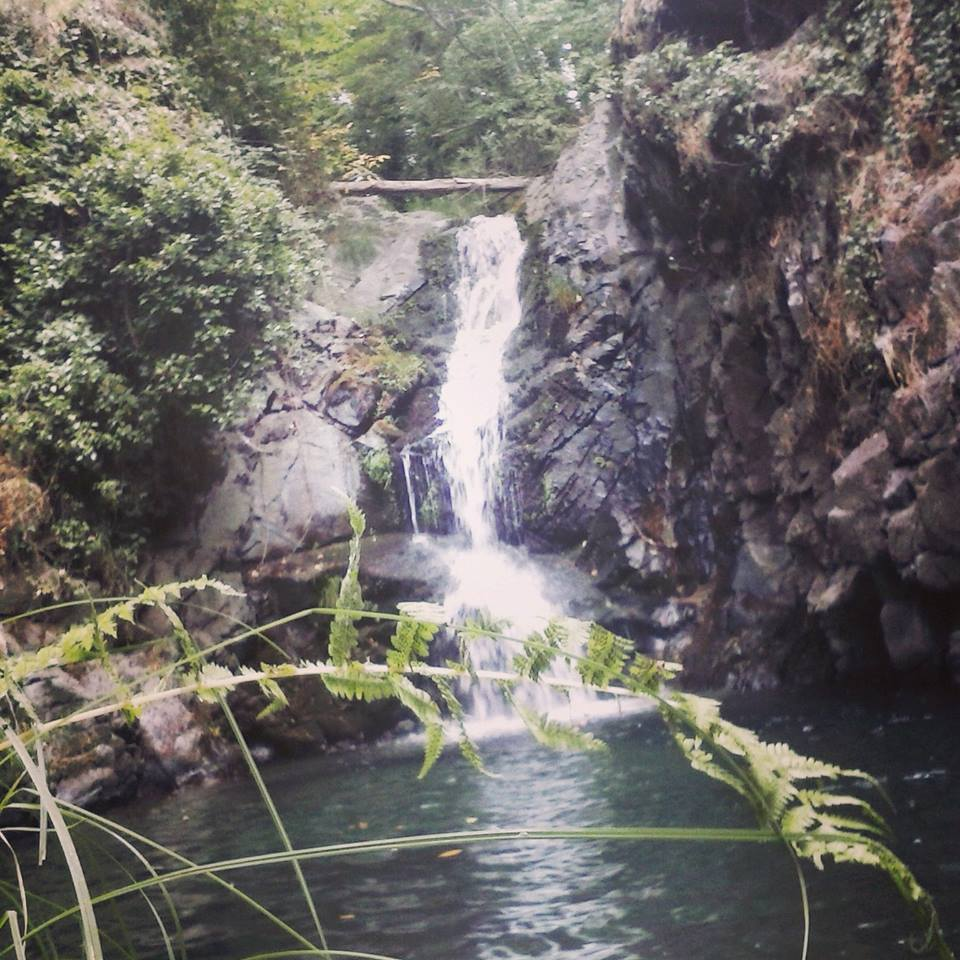
Charco de los Nogales en el río Arenal

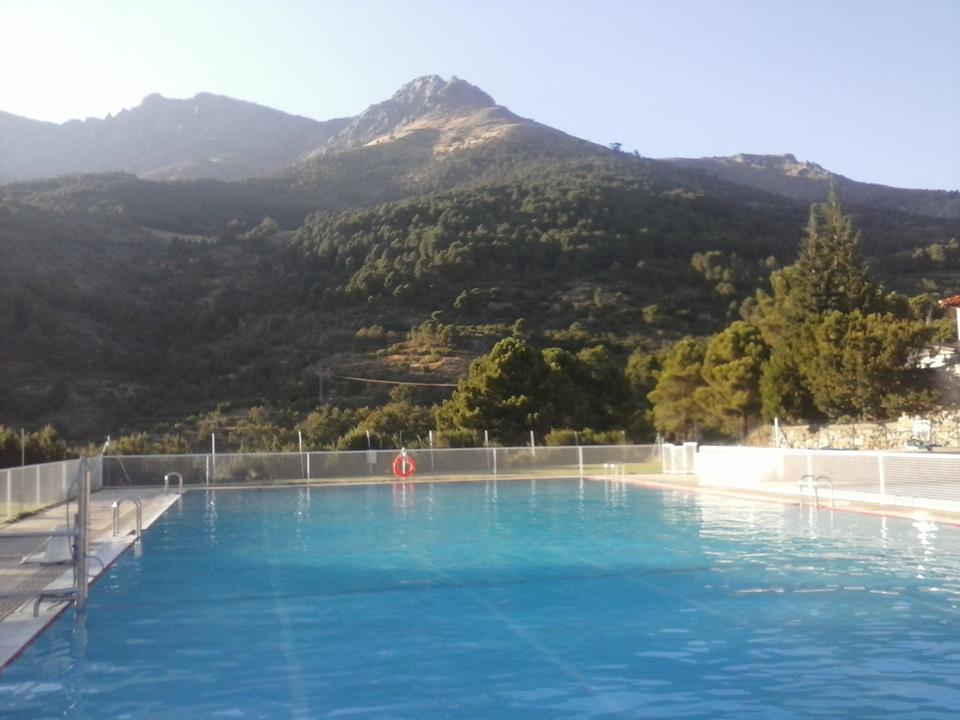
Piscinas municipales

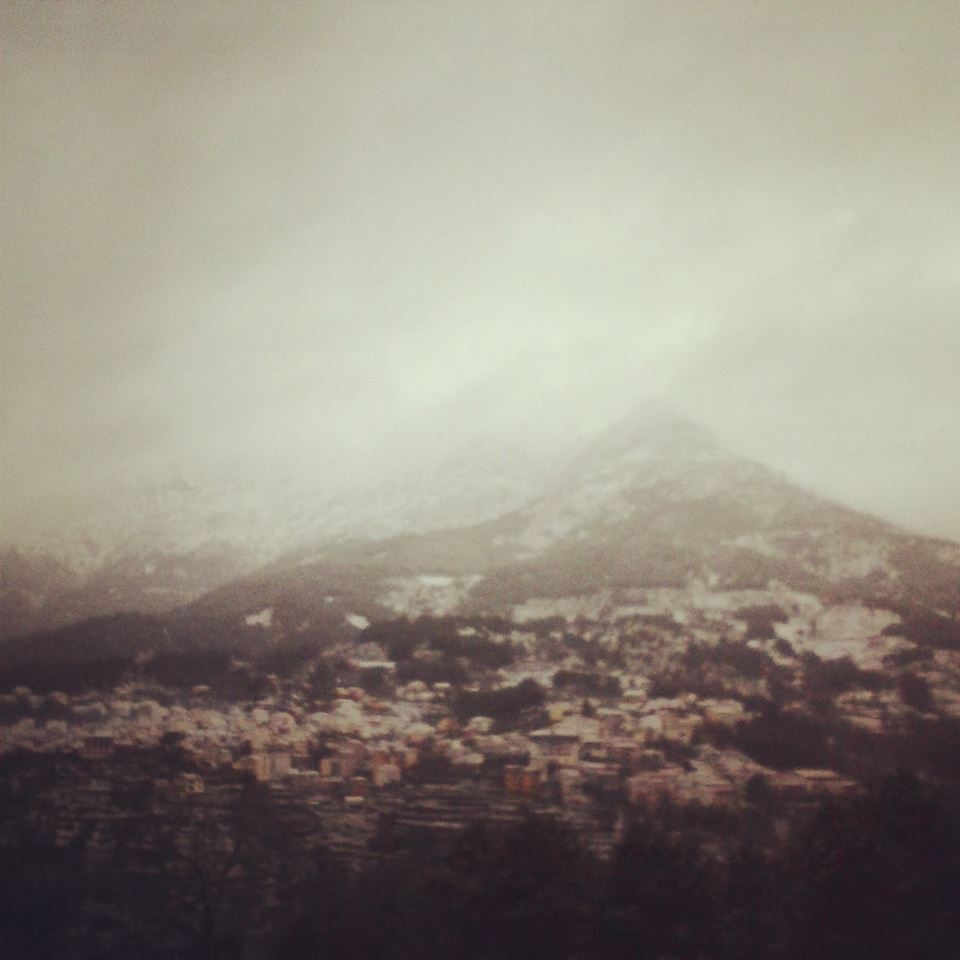
El Arenal en invierno con nieve

| Ciudades hermanadas |        |                        |        |                  |        |
| País                | Ciudad | Fecha de hermanamiento | Escudo | Web de la ciudad | Imagen |
| Francia             | Sabres | 1998                   | -      | -                |        |